# Triángulo de vientos

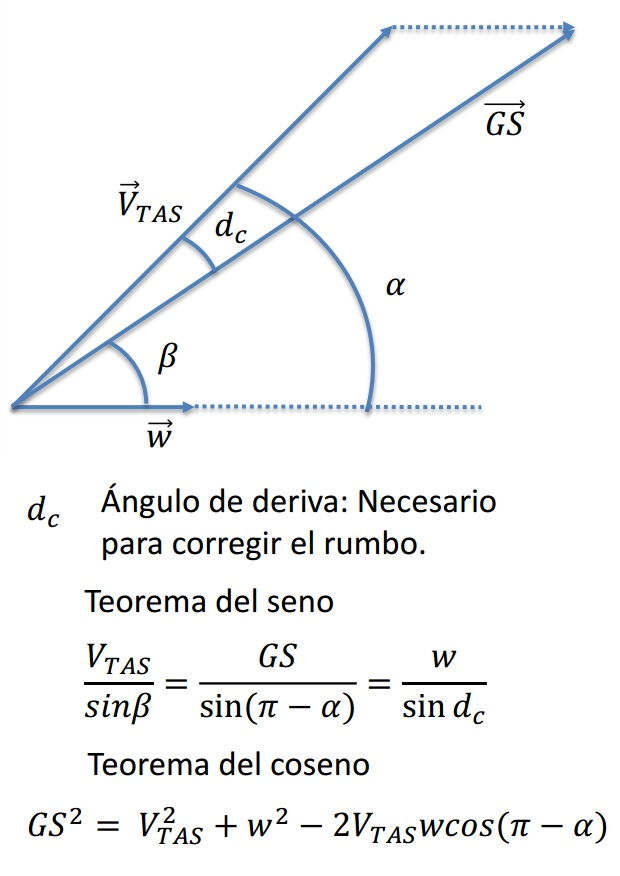
Diagrama vectorial del triángulo de vientos

En navegación aérea, el triángulo de vientos es una representación gráfica de la relación entre el movimiento del avión y del viento. Es muy usado en los cálculos de navegación.
El triángulo de vientos es un diagrama vectorial con tres vectores.
- El vector Vtas representa a la velocidad verdadera. Es definido por el rumbo (dirección a la que apunta el morro de la aeronave) y el vector aire (movimiento del avión a través de la masa de aire).

- El vector viento representa el movimiento de la masa de aire sobre el suelo. Es definido a través de la velocidad del viento y el vector contrario a su dirección. Por convenio la dirección del viento se da como la dirección de la cual viene el viento, pero en un diagrama vectorial como es el triángulo de vientos, se debe usar la dirección a la cual el viento se dirige o con un desfase de 180° respecto al convenio.
- El vector GS (ground speed) es la velocidad respecto al terreno, es definido a través del curso y la ruta del avión. El vector GS es la suma de los vectores de viento y Vtas.

El triángulo de vientos describe la relación entre las variables usadas en navegación aérea. Cuando dos de estos tres vectores, o cuatro de estas seis componentes son conocidas, el resto de variables pueden ser obtenidas.

## Posibles Problemas
Hay tres tipos principales de problemas para resolver.
- Hallar el vector GS, es el tipo de problema que surge cuando el rumbo y la velocidad verdadera son conocidas por los instrumentos de vuelo, además, la dirección y velocidad del viento son conocidas gracias a los pronósticos meteorológicos o determinados durante el vuelo.

- Hallar el vector viento. Este tipo de problema surge cuando el rumbo y la velocidad verdadera pueden ser conocidas mediante los instrumentos de vuelo, también pueden ser conocidos GS y el curso midiendo la dirección y la distancia entre dos puntos determinados del avión o determinando el ángulo de deriva y GS por referencias al terreno.

- Hallar el rumbo y GS. Este tipo de problema surge durante la realización del plan de vuelo o durante el vuelo cuando existe la necesidad de determinar un rumbo para volar y un GS con el cual calcular un tiempo estimado de llegada.

## Resolución
El método tradicional para resolver el triángulo de vientos es gráfico. Los vectores conocidos son dibujados a escala y en la dirección propia en una carta aeronáutica usando un transportador y reglas. Las incógnitas son leídas de la carta usando las mismas herramientas. Alternativamente, el E6B Flight Computer puede resolver gráficamente las ecuaciones del triángulo.
En un avión equipado con equipos de navegación avanzados, el triángulo de vientos es resuelto sin Sistema de gestión de vuelo (FMS del ingles flight management system), usando inputs del ordenador de datos del aire (ADC del inglés, air data computer), del sistema de navegación inercial (INS del inglés inertial navigation system), del sistema de posicionamiento global (GPS del inglés global positioning system) y de otros instrumentos (VOR, DME, ADF). El piloto simplemente lee las soluciones.
También puede ser resuelto mediante el teorema del seno y el teorema del coseno como se observa en la imagen.